# Georgetown (Pensilvania)
Georgetown es un borough ubicado en el condado de Beaver en el estado estadounidense de Pensilvania. En el año 2000 tenía una población de 182 habitantes y una densidad poblacional de 390.2 personas por km².

## Geografía
Georgetown se encuentra ubicado en las coordenadas 40°38′28″N 80°30′00″O / 40.64111, -80.50000.

## Demografía
Según la Oficina del Censo en 2000 los ingresos medios por hogar en la localidad eran de $57,500 y los ingresos medios por familia eran $59,167. Los hombres tenían unos ingresos medios de $38,750 frente a los $31,528 para las mujeres. La renta per cápita para la localidad era de $19,838. Alrededor del 3.3% de la población estaba por debajo del umbral de pobreza.